# Wiernsheim
Wiernsheim – miejscowość i gmina w Niemczech, w kraju związkowym Badenia-Wirtembergia, w rejencji Karlsruhe, w regionie Nordschwarzwald, w powiecie Enz, wchodzi w skład związku gmin Heckengäu. Leży w Heckengäu, ok. 12 km na wschód od Pforzheim.

## Współpraca
Miejscowości partnerskie:
- Ayancık, Turcja, od 1998
- New Harmony, Stany Zjednoczone, od 1980
- Pinasca, Włochy, od 1982